# نارلاپرویر
نارلاپرویر (انگلیسی: Narlaprevir) (نام تجاری Arlansa، با نام رمز SCH 900518)، یک مهارکننده پروتئاز سرین NS3/4A است که برای درمان هپاتیت ث مزمن ناشی از ویروس ژنوتیپ ۱ در ترکیب با سایر داروهای ضد ویروسی در نظر گرفته شده‌است.
نارلاپرویر نخستین داروی قرص روسی برای درمان هپاتیت ث مزمن است.

## مکانیسم عمل
نارلاپرویر یک مهارکننده خوراکی NS3 سرین پروتئاز ویروس هپاتیت ث است. از تکثیر ویروس در سلول‌های میزبان آلوده جلوگیری می‌کند. مکانیسم مهار اتصال کووالانسی برگشت‌پذیر شامل نارلاپرویر با سایت فعال پروتئاز NS3 از طریق گروه عملکردی کتوآمید است.
نارلاپرویر به پروتئازهای انسانی متصل نمی‌شود، به استثنای کاتپسین B (۶۹٪ مهار). بیان بیش از حد کاتپسین B با ایجاد بدخیمی همراه است.

## کاربرد
درمان عفونت ژنوتیپ ۱ با ویروس هپاتیت ث مزمن (HCV) در ترکیب با ریتوناویر، اینترفرون آلفا پگیله و ریباویرین، در بیماران بالای ۱۸ سال مبتلا به بیماری جبران‌شده کبدی که درمان اولیه را انجام نداده‌اند یا ترکیب دوگانه اینترفرون آلفا پگیله و ریباویرین ناموفق هستند. نارلاپرویر را نمی‌توان به عنوان یک داروی واحد استفاده کرد.

## موارد منع مصرف
نارلاپرویر دارای برخی موارد منع مصرف است، به ویژه:
- بارداری یا شیردهی
- کودکان تا ۱۸ سال
- نوتروپنی شدید
- نارسایی کبدی
- درمان پیشین با مهارکننده‌های پروتئاز HCV
- کمبود لاکتاز، عدم تحمل لاکتوز، سوء جذب گلوکز-گالاکتوز